# Championnat
Un championnat  est une manifestation, souvent sportive, qui vise à élire en éliminant tour par tour ou en cumulant les points à chaque match, un champion, celui-ci pouvant être une équipe ou un individu.

## Championnats du monde
- Liste des championnats du monde

## Championnats internationaux
- Championnats d'Europe
- Championnat d'Amérique

## Championnats nationaux par pays
- Championnat de Belgique
- Championnat de France
- Championnat de Suisse